# Rhynchospora ciliaris
Rhynchospora ciliaris là loài thực vật có hoa trong họ Cói. Loài này được (Michx.) C.Mohr miêu tả khoa học đầu tiên năm 1901.